# Sinoxylon brazzai
Sinoxylon brazzai är en skalbaggsart som beskrevs av Pierre Lesne 1895. Sinoxylon brazzai ingår i släktet Sinoxylon och familjen kapuschongbaggar. Inga underarter finns listade i Catalogue of Life.